# Sune Carlsson Båtvarv
Sune Carlsson Båtvarv är ett svenskt båtvarv i Saltsjöbaden, som grundades 1954 av Sune Carlsson i Jakobsberg för att bygga Starbåtar och som 1963 övertog det 1910 grundade Moranäsvarvet i Saltsjöbaden. 
Varvet har framför allt byggt mest 5.5:or och 6:or. Sune Carlssons son Leif Carlsson tog över driften 1995. Sedan mitten av 1990-talet är varvet ett reparationsvarv och företag för vinterförvaring av båtar.